# Vlad Dascălu
Vlad Dascălu (Fălticeni, 17 dicembre 1997) è un mountain biker rumeno. Specialista del cross country, si è laureato campione del mondo Under-23 nel 2019.

## Palmarès

### Competizioni mondiali
- Campionati del mondo[1]

Vallnord 2015 - Cross country Juniores: 38º
Vallnord 2015 - Downhill Juniores: 49º
Nové Město 2016 - Cross country Under-23: 56º
Cairns 2017 - Cross country Under-23: 29º
Lenzerheide 2018 - Cross country Under-23: 22º
Mt. Sainte-Anne 2019 - Cross c. Under-23: vincitore
Leogang 2020 - Cross country Elite: 11º
Val di Sole 2021 - Cross country Elite: 4º
Les Gets 2022 - Cross country Elite: 16º
- Campionati del mondo di marathon

Haderslev 2022 - Elite: 76º
- Giochi olimpici

Tokyo 2020 - Cross country: 7º

### Competizioni europee
- Campionati europei

Chies d'Alpago 2015 - Cross country Juniores: 6º
Darfo Boario Terme 2017 - Cross country Under-23: 9º
Graz-Stattegg 2018 - Cross country Under-23: 18º
Brno 2019 - Cross country Under-23: vincitore
Monte Tamaro 2020 - Cross country Elite: 11º
- Giochi europei

Cracovia 2023 - Cross country: vincitore